# 31464 Liscinsky
31464 Liscinsky è un asteroide della fascia principale. Scoperto nel 1999, presenta un'orbita caratterizzata da un semiasse maggiore pari a 2,2547876 UA e da un'eccentricità di 0,1790701, inclinata di 7,79452° rispetto all'eclittica.